# فلاویو مدیروس
فلاویو مدِیروس (پرتغالی: Flávio Medeiros؛ زادهٔ ۱۰ فوریهٔ ۱۹۹۶) بازیکن فوتبال اهل برزیل است.
از باشگاه‌هایی که در آن بازی کرده است می‌توان به باشگاه ورزشی ویتوریا اشاره کرد.